# شاهزاده خانم کوارتربک
شاهدخت کوارتربک (به انگلیسی: Quarterback Princess) فیلمی تلویزیونی محصول سال ۱۹۸۳ و به کارگردانی نوئل بلک است. در این فیلم بازیگرانی همچون هلن هانت، دان مری، باربارا بابکوک، دینا الکار، جان استاکول، دافنه زونیگا، کامرون آرگانزیانو، نانسی پارسونز و تیم رابینز ایفای نقش کرده‌اند.